# (90904) 1997 EQ11
(90904) 1997 EQ11 là một tiểu hành tinh vành đai chính. Nó được phát hiện qua chương trình tiểu hành tinh Beijing Schmidt CCD ở trạm Xinglong ở tỉnh Hồ Bắc, Trung Quốc ngày 4 tháng 3 năm 1997.